# Уичоль (язык)
Язык уичоль — индейский язык, принадлежащий к юто-астекской семье. Распространён среди народности уичоль (самоназвание Wixarika), проживающей на севере Сьерры в мексиканских штатах Наярит, Сакатекас и Халиско.
Уичоль обладает многими чертами, характерными для месоамериканского языкового союза. Согласно «Закону о языковых правах» он признан «национальным языком» наряду с 62 другими аборигенными языками Мексики и испанским языком, которые формально «равносильны» в Мексике.
Радиовещание на языке уичоль осуществляет радиостанция XEJMN-AM в г. Хесус-Мария (штат Найярит), принадлежащая Национальной комиссии по развитию аборигенных языков Мексики, CDI (en:National Commission for the Development of Indigenous Peoples).
Уичоль — тональный язык. В нём различаются высокий и низкий тона, при этом отсутствует явное ударение, ударение определяется тоном и структурой слога.
Письменность основана на латинском алфавите: a, e, h, i, k, kw, ʔ, m, n, o, p, r, s, t, u, w, y, z.

## Фонология

### Гласные
Имеются 6 гласных: i, e, a, o, u, ɨ.

### Согласные
|               | Билабиальные | Корональные | Ретрофлексные | Палатальные | Велярные | Лабиовелярные | Глоттальные |
| ------------- | ------------ | ----------- | ------------- | ----------- | -------- | ------------- | ----------- |
| Окклюзивные   | p            | t           |               |             | k        | kʷ            | ʔ           |
| Аффрикаты     |              |             | c             |             |          |               |             |
| Фрикативные   |              | s           | x*            |             |          |               | h           |
| Аппроксиманты |              | r, x*       | y             |             | w        |               |             |
| Назальные     | m            | n           |               |             |          |               |             |